# Dědinka
Dědinka (deutsch Dörfl, auch Dörfel) ist ein Ortsteil der Gemeinde Troubelice in Tschechien. Er liegt sechs Kilometer nordwestlich von Uničov und gehört zum Okres Olomouc. 

## Geographie
Der Rundling Dědinka befindet sich am östlichen Rande der Úsovská vrchovina (Ausseer Hügelland) in der Talmulde des Baches Dědinkovský potok. Nördlich erhebt sich die Račůvka (370 m), im Osten der Vystříbro (Silberberg, 289 m), westlich die Holubice (380 m) und im Nordwesten die Skalka (425 m). Östlich des Dorfes verläuft die Bahnstrecke Šternberk–Lichkov; dort befindet sich auch der Bahnhof Troubelice.
Nachbarorte sind Pískov und Sídliště im Norden, Troubelice im Nordosten, Lazce im Osten, Uničov im Südosten, Medlov im Süden, Zadní Újezd im Südwesten, Úsov und Police im Westen sowie Holubice, Klopina und Veleboř im Nordwesten.

## Geschichte
Im 14. Jahrhundert wurde an der Stelle des Dorfes durch das Lehngut Troubelice ein kleiner Hof angelegt, um den durch tschechische Siedler ein Rundling entstand. Die erste schriftliche Erwähnung des zur Herrschaft Úsov gehörigen Dorfes Ugyezd Parvum (Újezdeček) erfolgte im Jahre 1371. Ab 1492 wurde der Ort als Moravský Újezdec, 1516 als Dědinka, ab 1525 als Přední Oujezdeček und ab 1564 als Přední Oujezdečky bezeichnet. Während des Dreißigjährigen Krieges wurde das Dorf 1624 von einem plündernden und mordenden polnischen Söldnerheer heimgesucht. In den letzten Kriegsjahren wurde die Gegend von den Schweden besetzt, die aus Mährisch Neustadt nach dem Westfälischen Frieden erst am 8. Juli 1650 abzogen. Infolgedessen verödete das Dorf. Die Wiederbesiedlung der wüsten Gehöfte erfolgte durch deutsche Siedler aus dem Bergland. Die Matriken wurden seit 1650 in Medlov geführt. Ab 1673 wurde das Dorf unter den deutschen Namen  Dörfel oberhalb der Medl und Dörffel geführt. Weitere Namensformen waren Přední Augest (1720), Dörffle, Dörfel, Dörfla (ab 1724), Aujezdce (1771), Přední Aujezd (1798), Dědinky und Derfle (1846). Bis zur Mitte des 19. Jahrhunderts blieb das Dorf immer nach Aussee untertänig.
Nach der Aufhebung der Patrimonialherrschaften bildete Dörffel/Derfle ab 1850 einen Ortsteil der Gemeinde Storzendorf/Zadní Újezd in der Bezirkshauptmannschaft Littau und dem Gerichtsbezirk Mährisch Neustadt. 1855 wurde der Ort dem Bezirk Mährisch Neustadt und ab 1868 wieder dem Bezirk Littau zugeordnet. Zwischen 1871 und 1873 entstand die Eisenbahn von Olmütz nach Mährisch Schönberg, an der östlich des Dorfes der Bahnhof Troubelice angelegt wurde. Der tschechische Gemeindename Dědinka findet seit 1872 Verwendung. Seit 1878 bildete Dörfel eine eigene Gemeinde. 1909 wurde der Ort dem Bezirk Sternberg zugeordnet. Im Jahre 1930 lebten in dem Dorf 165 Menschen, 1939 waren es 152. Die meisten davon waren Deutsche, daneben bestand eine tschechische Minderheit. 
Nach dem Münchner Abkommen wurde Dörfl am 10. Oktober 1938 an das Deutsche Reich angegliedert und gehörte bis 1945 zum Landkreis Sternberg. Nach dem Angriff auf die Sowjetunion entstand 1941 am Bahnhof Treublitz ein Kriegsgefangenenlager für Rotarmisten. Am 6. Mai 1945 nahm die Rote Armee den Ort ein. Während des Krieges verbrannte der größte Teil der Ortschronik, andere Dokumente verschwanden. Nach Kriegsende kam die Gemeinde wieder zur Tschechoslowakei zurück und die deutschen Bewohner wurden 1946 vertrieben. 
1949 wurde Dědinka dem Gerichtsbezirk Šternberk zugeordnet. Im Zuge der Gebietsreform von 1960 kam der Ort nach der Auflösung des Okres Šternberk zum Okres Olomouc und wurde nach Troubelice eingemeindet. Im Jahre 1991 wurden in Dědinka 51 Einwohner gezählt. Beim Zensus von 2001 lebten in den 26 Häusern des Dorfes 56 Personen.

## Sehenswürdigkeiten
- Kapelle der Jungfrau Maria, sie entstand mit dem umliegenden Friedhof auf einem vom deutschen Bauern Gramel gestifteten Grundstück und wurde 1927 geweiht.